# Chicoreus brevifrons
Chicoreus brevifrons (nomeada, em inglês, West Indian murex, leafy-frond murex ou short-frond murex) é uma espécie de molusco marinho predador da costa oeste do oceano Atlântico, pertencente à classe Gastropoda, ordem Neogastropoda e família Muricidae. Foi classificada por Jean-Baptiste de Lamarck, em 1822, na obra Histoire naturelle des animaux sans vertèbres. Tome septième. Paris (página 161); citando a "concha notável pela sua espessura, e que às vezes é completamente branca"; descrita originalmente como Murex brevifrons; anteriormente no gênero Murex e agora no gênero Chicoreus.

## Descrição da concha
Concha de aparência frágil em suas projeções espiniformes, sendo sua projeção mais pronunciada a que se encontra na parte superior de seu lábio externo; de coloração creme ou alaranjada a castanho-purpúreo, com 12 a 15.5 centímetros de comprimento e com 8 a 9 voltas, quando desenvolvida; de espiral moderadamente alta, esculpida com várias linhas espirais e com 3 varizes por volta, com projeções espiniformes, franjadas, longas e curvas, em sua borda externa, moderadamente franjada. Columela e abertura de coloração branco-esmaltada. Amplo e longo canal sifonal. Opérculo córneo, de coloração castanha e esculpido com anéis concêntricos.

## Distribuição geográfica, habitat e hábitos
Chicoreus brevifrons é encontrada em águas rasas da zona nerítica, em fundos de areia e cascalho, até os 83 metros de profundidade; distribuída de Florida Keys, Estados Unidos, até o golfo do México e mar do Caribe, nas Grandes Antilhas (Cuba, ilha de São Domingos, Jamaica e Porto Rico) e no norte da América do Sul; da costa leste da Colômbia e toda a costa da Venezuela até a região norte e região nordeste do Brasil, no Rio Grande do Norte e Paraíba; sendo uma espécie predadora, que costuma se alimentar de moluscos bivalves (ostras e mexilhões) e cracas, inclusive em habitat estuarino.

A espécie C. brevifrons está distribuída de Florida Keys, Estados Unidos, golfo do México e mar do Caribe, até o Rio Grande do Norte[7] e Paraíba[11] (em vermelho), na região nordeste do Brasil.